# Boîte à œufs durs
Une boîte à œufs durs est une boîte à œufs destinée à transporter des œufs durs, avec leur coquille ou écalés.

## Description
Ces boîtes peuvent être en plastique ou aluminium.
Elles comprennent souvent une salière (ou un compartiment à sel) et une cuillère.
Conçues pour le repas, elles ont souvent moins de compartiments qu'une boîte à œufs, souvent 2, parfois 1 ou 4, voire 12 ou 16 pour les boîtes à double usage (œufs frais ou durs).

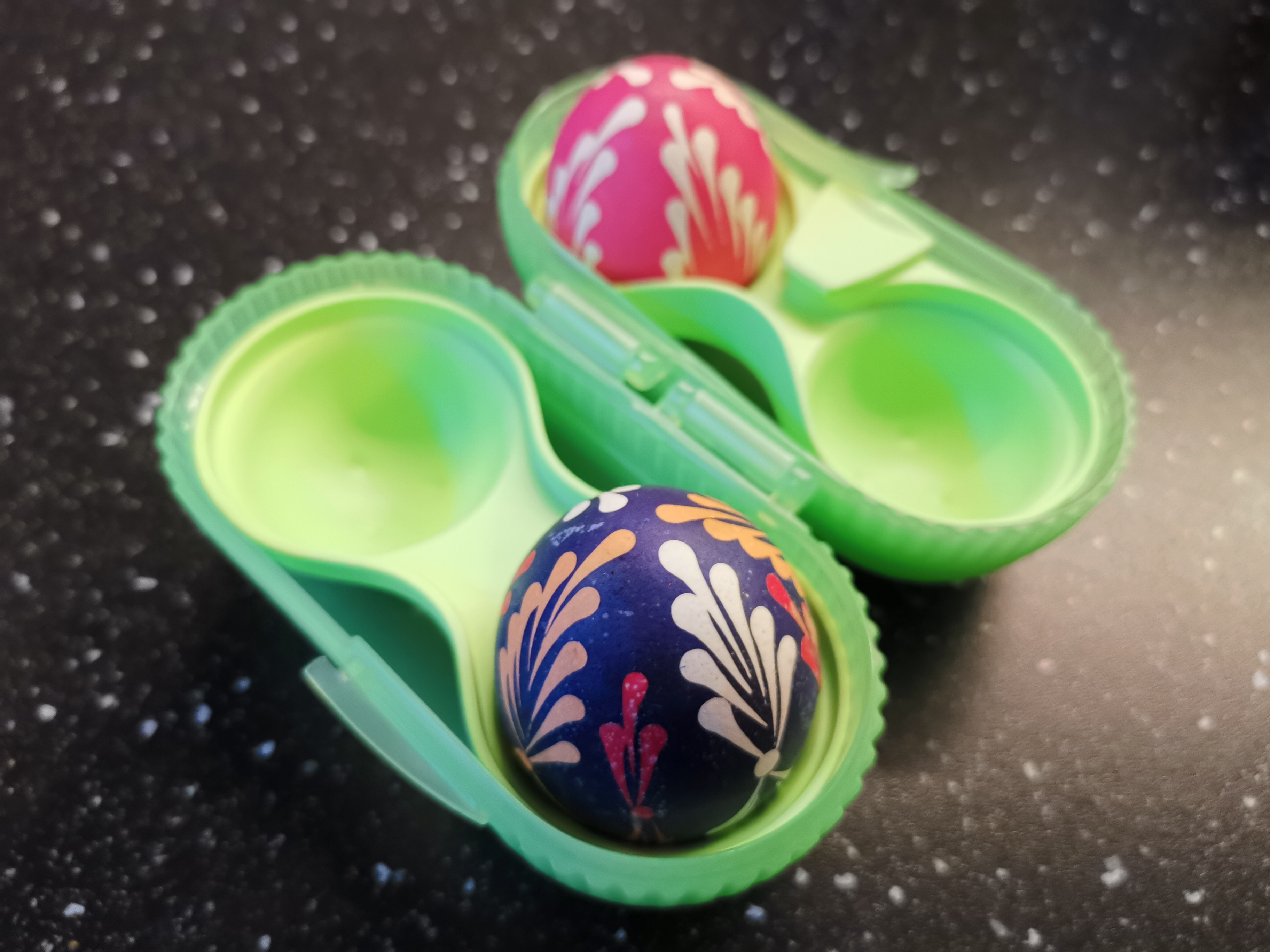
Boîte à œufs durs de la marque Tupperware, avec des œufs de Pâques décorés
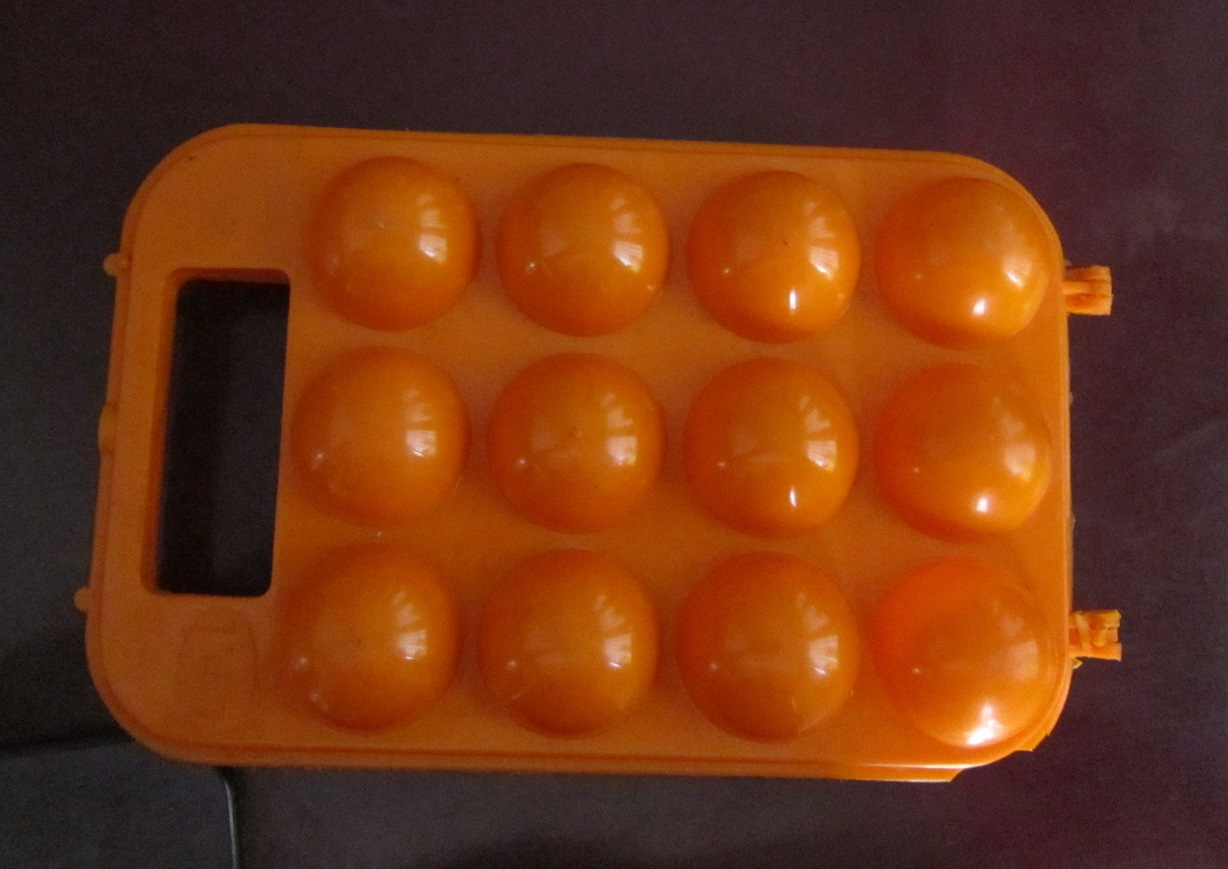
Boîte à œufs avec double usage : transport des œufs non cuits ou des œufs durs